# Neelkeskapel
De Neelkeskapel is een veldkapel in Stramproy in de Nederlandse gemeente Weert. De kapel staat aan de Vloedmolenweg bij nummer tien in het noordoosten van het dorp.
De kapel is gewijd aan de Heilig Hartverering.

## Geschiedenis
In 1918 werd de kapel gebouwd door een moeder uit dankbaarheid dat haar zoon de Spaanse griep overleefd had.

## Bouwwerk
De kapel is een niskapel gebouwd op een rechthoekig plattegrond en lijkt op een stenen wegkruis. De kapel heeft een iets bredere plint met daarop een basement waarop een iets smaller bovenstuk geplaatst is. Dit bovenstuk heeft aan de bovenzijde een rondboogvormige top waarop een natuurstenen kruis geplaatst is. In het bovenstuk bevindt zich aan de voorzijde een kleine rondboogvormige nis die wordt afgesloten met plexiglas. In de nis staat een Heilig Hartbeeld.